# Dorci
Dorci so bili ena od štirih večjih etničnih skupin v antični Grčiji (ostale tri skupine predstavljajo Ahajci, Eolci in Jonci). Prvič so pisno omenjeni v Odiseji kot prebivalci otoka Kreta.
Način življenja in družbena organizacija pri Dorcih nista bila povsod enaka. Tako so obstajala trgovska središča, kot je bilo mesto Korint, ali izolirane militantne države, kot je bila Šparta. Od ostalega prebivalstva so se razlikovali po dorskem dialektu ter značilnih družbenih in zgodovinskih tradicijah.
Dorci bi naj prvotno živeli na severnem in severovzhodnem goratem področju Grčije ter na področju  Makedonije in Epira. V 12. stoletju pr. n. št. so se začeli preseljevati južno na območje Peloponeza, Krete, Cipra, nekaterih otokov v Egejskem morju, obale Južne Italije in Sicilije.